# شزندرة حمراء الورق
شزندرة حمراء الورق (الاسم العلمي:Schisandra rubrifolia) هي نوع نباتي يتبع جنس الشزندرة من فصيلة الشزندرية.